# Mistrzostwa Świata w Kolarstwie Torowym 1928
31. Mistrzostwa Świata w Kolarstwie Torowym odbyły się w stolicy Królestwa Węgier – Budapeszcie, na torze Millenáris. Rozegrano trzy konkurencje: sprint amatorów i zawodowców oraz wyścig ze startu zatrzymanego zawodowców.

## Medaliści

### Mężczyźni
| Konkurencja                              | Złoto              | Srebro          | Brąz           |
| ---------------------------------------- | ------------------ | --------------- | -------------- |
| Sprint indywidualny amatorów             | Willy Falck Hansen | Roger Beaufrand | Jack Standen   |
| Sprint indywidualny zawodowców           | Lucien Michard     | Lucien Faucheux | Ernst Kaufmann |
| Wyścig ze startu zatrzymanego zawodowców | Walter Sawall      | Henri Bréau     | Victor Linart  |

## Klasyfikacja medalowa
| Miejsce | Państwo          |   |   |   | Razem |
| ------- | ---------------- | - | - | - | ----- |
| 1.      | Francja          | 1 | 3 | 0 | 4     |
| 2.      | Dania            | 1 | 0 | 0 | 1     |
|         | Rzesza Niemiecka | 1 | 0 | 0 | 1     |
| 4.      | Australia        | 0 | 0 | 1 | 1     |
|         | Belgia           | 0 | 0 | 1 | 1     |
|         | Szwajcaria       | 0 | 0 | 1 | 1     |